# Here Comes the Sun (The Beatles-dal)
A Here Comes the Sun a The Beatles együttes 1969-es dala az Abbey Road albumról. A dal szerzője George Harrison, akinek ez az egyik legismertebb szerzeménye. A dalt még 1969 elején írta Eric Clapton olaszos stílusú házában, hogy az Apple Corps-nál folyt értekezletek fáradalmait kiheverje. A dalszöveg egyszerre utal a tavasz közeledtére és az együttes feszültségeinek lerázásáról.
A dal rögzítésére 1969 júliusa és augusztusa között került sor a londoni Abbey Road Studios-ban. Harrison akusztikus gitáron játszott, valamint Moog-szintetizátort is alkalmazott.
A dalt a kritikusok pozitívan fogadták és a Something mellett ez lett Harrison második legnépszerűbb szerzeménye. A dalt 2019-ben felhasználták az album 50. évfordulós promóciójához, ezzel a Billboard Hot Rock & Alternative Songs listájának 3. helyén végzett, valamint az angol piacon tripla platina lemez lett. 2024-ben világszinten az együttes legtöbbször streamlet dala lett a Spotify-on.
Harrison az együttes felbomlását követően többször is előadta a dalt: többek között elhangzott az 1971-es the Concert for Bangladesh jótékonysági rendezvényen, 1976-ban pedig Paul Simonnal közösen adta elő a Saturday Night Live című műsorban. 1979-ben ennek a dalnak a párjaként írta meg a Here Comes the Moon nevű szerzeményét.
A dal szerepelt a 2012-es londoni olimpia záróünnepségén is. Ezenkívül körülbelül 60 előadó feldolgozta a dalt (többek között Nina Simone, George Benson, Booker T. & the M.G.'s vagy Peter Tosh) valamint számos filmben elhangzott (Nevem Sam, Mézengúz, Seholország).

## Közreműködött
Ian MacDonald szerint:
- George Harrison – ének, vokál, akusztikus gitár, harmónium, Moog-szintetizátor, taps
- Paul McCartney – vokál, basszusgitár, taps
- Ringo Starr – dob, taps
- ismeretlenek – 4 brácsa, 4 gordonka, 1 nagybőgő, 2 piccolo, 2 fuvola, 2 altfuvola, 2 klarinét